# Arquidiocese de Teerã-Isfahan
A Arquidiocese de Teerã-Isfahan (Archidiœcesis Teheranensis-Hispahanensis Latinorum) é uma circunscrição eclesiástica da Igreja Católica situada em Teerã, no Irã. Seu atual arcebispo é Dominique Joseph Mathieu, O.F.M.Conv. Sua Sé é a Catedral da Consolata de Teerã.
Possui 5 paróquias que assistem a cerca de 62 mil católicos em todo o Irã.

## História
A primeira missão latina na Pérsia foi obra de missionários dominicanos e franciscanos, que, enviados pelo Papa Inocêncio IV em 1246 em missão à Mongólia, pararam no norte da Pérsia: em 1318 foi erigida a sé metropolitana de Soltânia, com seis dioceses sufragâneas. O primeiro arcebispo foi o dominicano Francisco de Perugia. A invasão de Tamerlão em 1380 pôs fim a esta primeira tentativa dos missionários latinos. Uma nova missão foi estabelecida quando o rei Dom Filipe II de Portugal enviou uma delegação ao xá persa Abas I, que se mostrou tolerante com a religião cristã. Em 1602, seguindo o legado espanhol, os primeiros missionários chegaram à Pérsia. Em 1608, o Papa Clemente VIII enviou à região os Carmelitas Descalços que abriram uma igreja em Isfahan. Em 1628 chegaram os Capuchinhos e os Teatinos chegaram à Geórgia (então submetida ao reino Safávida).
Após estes inícios auspiciosos, a Santa Sé estabeleceu a diocese de Isfahan, erigida em 12 de outubro de 1629. Isfahan era a capital do Império Safávida. Os acordos comerciais entre o rei Luís XIV da França e as autoridades safávidas (1708 e 1715), que implicavam a liberdade de exercício da religião na Pérsia, melhoraram muito as condições dos católicos no país: isto levou a um aumento do seu número, principalmente devido ao chegada de mercadores europeus e construção de igrejas e escolas. A maioria dos convertidos ao cristianismo eram armênios, que foram deportados para a Pérsia durante o período safávida. Na segunda metade do século XVII chegaram ao país os Jesuítas (1652) e os Dominicanos (1695).
O fim da dinastia Safávida em meados do século XVIII levou a um colapso gradual do Cristianismo na Pérsia. O trabalho dos missionários e bispos tornou-se cada vez mais difícil, pois foram privados da catedral e da residência em Isfahan e, portanto, forçados a residir no convento carmelita de Nor Jowla. O último administrador apostólico, João de Aruthiun, um armênio de rito latino, fugiu para Bagdá com os fiéis sobreviventes em 1789. Os despachos da época comunicaram a Roma que "a missão da Pérsia para a opressão daquele governo tirânico está reduzida ao número de apenas sete católicos, enquanto os outros fugiram ou morreram...". Todas as missões católicas dos Jesuítas, Dominicanos e Carmelitas foram destruídas.
No início do século XIX a diocese foi confiada, como administradores apostólicos, aos bispos da Diocese de Bagdá: nesta época os católicos latinos no país estavam reduzidos a um pequeno número, cerca de 200 fiéis com apenas um sacerdote. Quando a delegação apostólica da Pérsia foi erigida (1874), a diocese de Isfahan foi separada da de Bagdá, e por um curto período os delegados apostólicos, que residiam em Urmia, também assumiram o título de administradores apostólicos da diocese. Em 1 de julho de 1910 foi elevada à categoria de arquidiocese e confiada ao lazarista Jacques-Émile Sontag, que transferiu a sede para Urmia. Em 27 de julho de 1918, Sontag foi baleado pelas tropas otomanas, que no início da grande guerra invadiram a Pérsia e mataram milhares de cristãos. Antes da chegada dos turcos, a arquidiocese tinha 74 padres, 62 igrejas, 62 escolas e 2 seminários.
Após a morte de Sontag, a sé deixou de ter bispos residentes e foi confiada primeiro aos missionários locais e depois, a partir de 1934, aos delegados apostólicos da Pérsia (internúncios após a Segunda Guerra Mundial). Em 1974, um novo arcebispo, Kevin William Barden, foi nomeado e transferiu a sé de Urmia para Teerã. Posteriormente, devido à Revolução Islâmica, a cadeira de arcebispo permaneceu vaga durante alguns anos, e somente em 1989 um novo arcebispo pode ser nomeado.
Em 8 de janeiro de 2021, o Papa Francisco altera o nome da Arquidiocese para o atual nome, ao mesmo tempo em que nomeia como arcebispo a Dominique Joseph Mathieu, O.F.M.Conv..

## Prelados
- João Tadeu de Santo Eliseu, O.C.D. † (1632 - 1633)[9]
- Timoteo Pérez Vargas, O.C.D. † (1633 - 1639)[10]
  - Sé unida a Baghdad (1639-1693)
- Elias Mutton (Elias de Santo Alberto), O.C.D. † (1693 - 1708)[11]
  - Sede vacante (1708-1716)
- Giovanni Battista Fedele (Barnaba da Milano), O.P. † (1716 - 1731)[12]
- Camillo Apollonio Malachisi (Filippo Maria di Sant'Agostino), O.C.D. † (1732 - 1749)
- Marco Antonio Piacentini (Sebastiano di Santa Margherita), O.C.D. † (1751 - 1755)
  - Sede vacante (1755-1758)
- Giuseppe Reina (Cornelio di San Giuseppe), O.C.D. † (1758 - 1797)
  - Giovanni Battista de Bernardis † (1772 - circa 1775) (Administrador apostólico)
  - João de Aruthiun † (1776 - 1789) (Administrador apostólico)
  - Sé unida a Baghdad (1789-1874)
  - Augustin-Pierre Cluzel, C.M. † (1874 - 1882) (Administrador apostólico)
  - Jacques-Hector Thomas, C.M. † (1883 - 1890) (Administrador apostólico)
  - Hilarion-Joseph Montéty, C.M. † (1891 - 1896) (Administrador apostólico)
  - François Lesné, C.M. † (1896 - 1910) (Administrador apostólico)
- Jacques-Émile Sontag, C.M. † (1910 - 1918)
  - Agostino Dolci † (1918 - ?) (Administrador apostólico)
  - Giuseppe Ludovico di Gesù, O.C.D. † (1922 - 1934 ?) (Administrador apostólico)
  - Sé administrada por delegados apostólicos e por internúncios apostólicos (1934-1974)
- Kevin William Barden, O.P. † (1974 - 1982)
  - Sede vacante (1982-1989)
- Ignazio Bedini, S.D.B. (1989 - 2015)
  - Sede vacante (2015-2021)
- Dominique Joseph Mathieu, O.F.M.Conv. (desde 2021)